# Salles-sur-Mer
Salles-sur-Mer är en kommun i departementet Charente-Maritime i regionen Nouvelle-Aquitaine i västra Frankrike. Kommunen ligger  i kantonen La Jarrie som ligger i arrondissementet La Rochelle. År 2022 hade Salles-sur-Mer 2 427 invånare.

## Befolkningsutveckling
Antalet invånare i kommunen Salles-sur-Mer
Referens:INSEE